# Mentasta Mountains
Die Mentasta Mountains sind ein Gebirgszug im östlichen Alaska mit einer maximalen Höhe von 2315 m. Sie liegen teilweise im Wrangell-St.-Elias-Nationalpark und im Tetlin National Wildlife Refuge und bilden das östliche Ende der Alaskakette.
Der Grenzen des Gebirgszugs bilden der Slana River im Westen, der Jack Creek im Süden, der Nabesna River im Osten sowie Station Creek und Tuck Creek im Norden. Westlich der Mentasta Mountains verläuft der Tok Cut-Off und nördlich der Alaska Highway. Südlich schließen die Wrangell Mountains und östlich die Nutzotin Mountains an.
Der Name ist abgeleitet von der Bezeichnung der Ureinwohner für einen Pass im Nordwesten des Gebirgszugs und wurde 1902 von D. C. Witherspoon vom United States Geological Survey dokumentiert.